# Balasagun
Balasagun (turecky: Balagasun - Balassagun, Balasaghun, Karabalsagun; persky: بلاساغون - Balāsāghūn; čínsky v českém přepisu Pa-la-ša-kun, pchin-jinem bāláshāgǔn, znaky 八剌沙衮; v jiných jazycích Koz Ordu, Koz Uluş, Kuz Uluş, غزباليغ - Ghuzz-Balïğ) bylo starověké sogdské město v současném Kyrgyzstánu, které sa nacházelo v Čujské dolině mezi Biškekem a jezerem Issyk-kul. Bylo postaveno 12 kilometrů jihovýchodně od současného Tokmoku jako jedno ze čtyř, kdysi slavných a silných, hlavních měst: Balasagun, Sujáb a Nevkat. Nelze ho zaměňovat s městem Karabalgasun v Mongolsku, které bylo hlavním městem Ujgurské říše.

## Vznik, prosperita a zánik
Jelikož Sogdiana, která tvořila jednu z provincií Achaimenovské říše, ležela podél hedvábné stezky, už od 2. století př. n. l. až do 10. století zde dominoval obchod. Tak jako jiná města v tomto regionu, i Balasagun byl nejspíš založen za vlády starověké civilizace Sogdů.
Ze zdrojů, jako jsou dokumenty nalezeny sirem Marckem Aurelem Steinem a jiných se zdá, že do 4. století, zde probíhal monopolní obchod mezi Indií a Čínou. Krom toho, roku 568, byla k římskému císaři v Konstantinopoli vyslána turko-sogdská delegace, k získání povolení k obchodování, a v následujících letech obchodní činnost mezi státy vzkvétala. Poté, v druhé polovině 9. století, se Balasagun stal jedním ze čtyř velkých měst, anebo hlavním městem Karachánského chanátu a následně východního Karachánského chanátu (1032-1210), čímž nahradil bývalé hlavní město Karluků - Sujáb. Až do 11. století se v tomto městě používal sogdský jazyk. Po dobytí muslimského chanátu karakitanským gurchánem (kagan) Jie-lü Ta-š'im  († 1143) který porazil Karachány, roku 1134, bylo z města učiněno centrum Karakitanského chanátu, které vydrželo téměř století do roku 1218, kdy ho dobyl Čingischán. Mongolové ho nazývali Gobalik ("hezké město"). Ve městě žil také značný počet obyvatelstva křesťanské nestoriánské církve.
Několik zemětřesení po staletí zde způsobilo mnoho škod. Od 14. století, kdy přestalo město existovat, je Balasagun vesnice s množstvím ruin. Mezi nejvýznamnější, ležící v Čujské oblasti ke které náleží Balasagunské ruiny, patří slavná Věž Burana. Věž Burana je minaret postavený v 11. století na ruinách starobylého města Balasagun.

## Významné osobnosti města
Balasagun byl rodištěm karachánského básníka Jusúfa Balasagunského (Jusúf Chas-Hadžib), autora slavné básně „Kutadgu Bilig → Prospěšné znalosti“, který je považován za zakladatele turecké literatury.

## Galerie

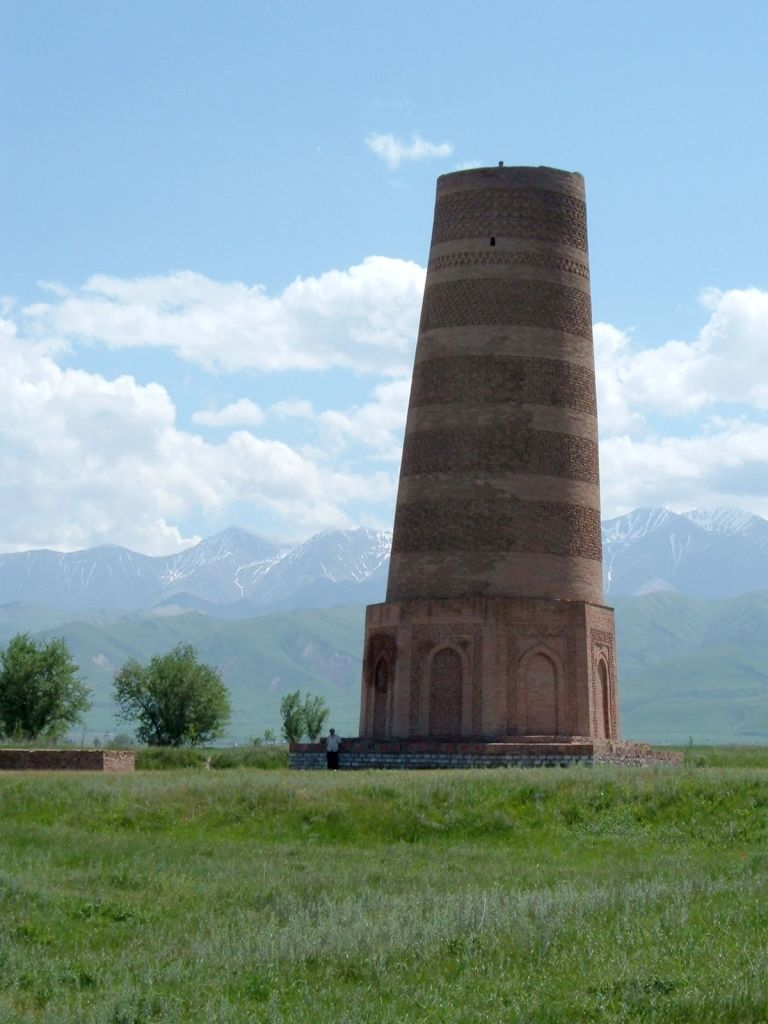
Opravená Věž Burana
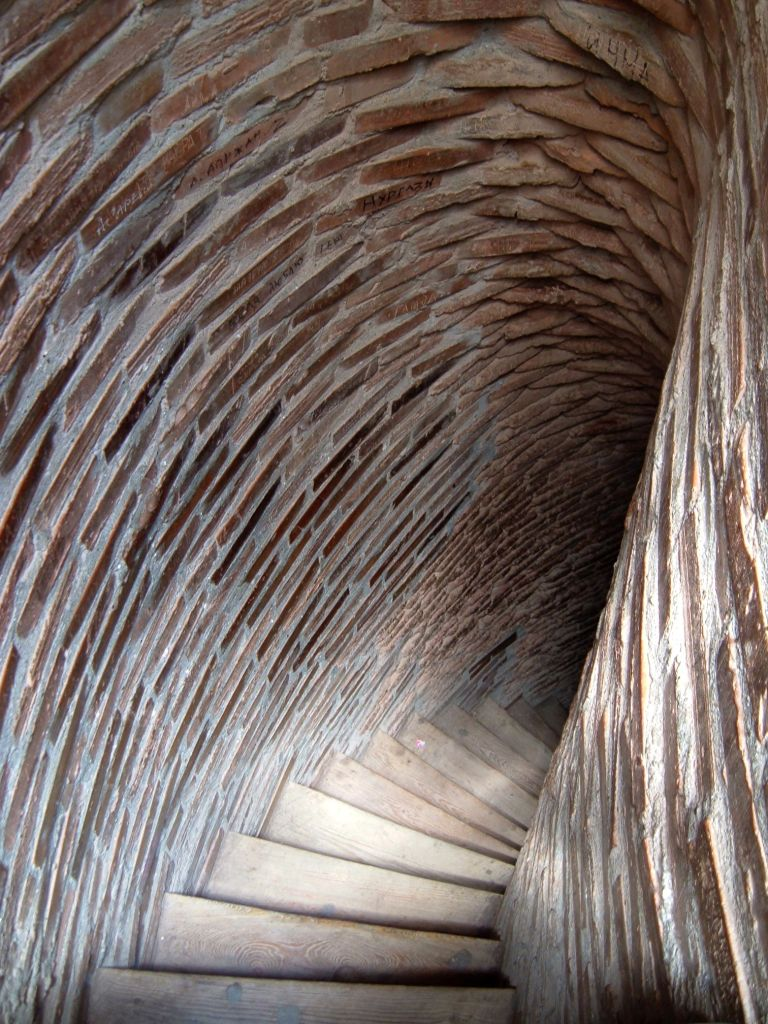
Schodiště Věže Burana
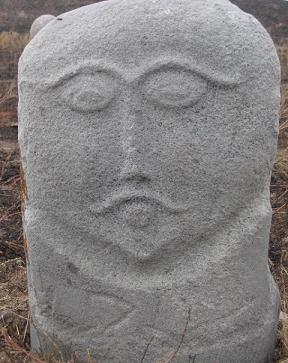
Balbal
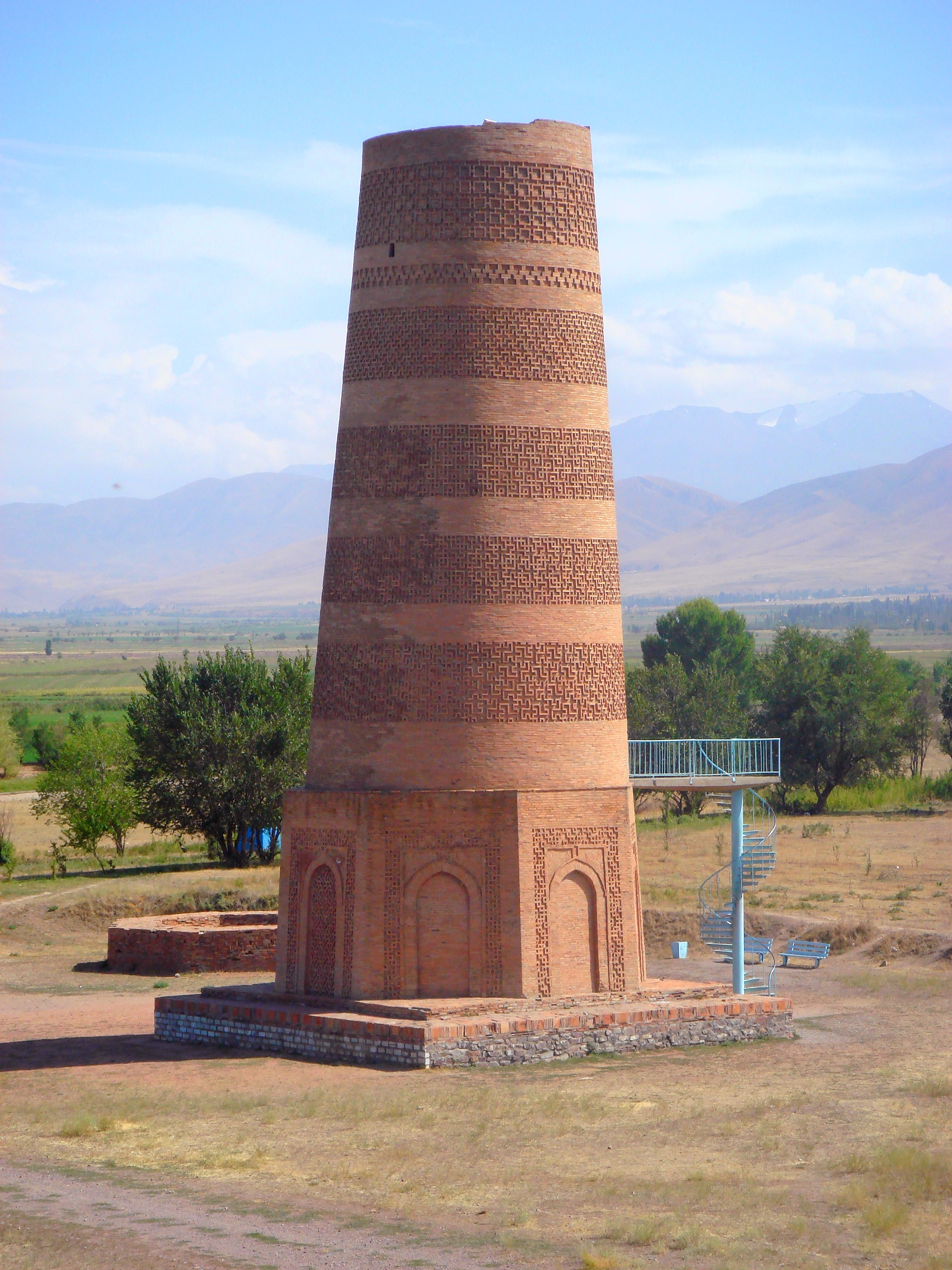
Věž Burana